# Ilmari Keinänen
Ilmari Keinänen (født 5. november 1887 i Kuopio, død 8. november 1934 i Joensuu) var en finsk gymnast, som deltog i OL 1912 i Stockholm.
Keinänen var en del af det finske hold, der stillede op i frit system ved OL 1912. Holdet bestod af tyve gymnaster, og i en tæt konkurrence vandt Norge med 22,85 point, mens Ekholm og Finland blev nummer to med 21,85 og Danmark nummer tre med 21,25 point.